# Lijst van spelers van Los Angeles Galaxy
Deze lijst omvat voetballers die bij de Amerikaanse voetbalclub Los Angeles Galaxy spelen of gespeeld hebben. De spelers zijn alfabetisch gerangschikt.

## A
- Charles Alamo
- Chris Albright
- Pelé van Anholt
- Alex Cazumba
- Ely Allen
- Chris Aloisi
- Álvaro Pires
- Chris Armas

## B
- Celestine Babayaro
- David Beckham
- Benjamin Benditson
- Gregg Berhalter
- Christopher Birchall
- Josh Boateng
- Tristan Bowen
- Paul Broome
- Edson Buddle
- Marc Burch

## C
- Dan Calichman
- Danny Califf
- Paul Caligiuri
- Jorge Campos
- Joe Cannon
- Mike Caso
- Pablo Chinchilla
- Mubarike Chisoni
- Mauricio Cienfuegos
- Colin Clark
- Steve Cronin

## D
- A. J. DeLaGarza
- Eduardo Domínguez
- Landon Donovan
- Todd Dunivant
- Brian Dunseth
- Chris Dunsheath

## E
- Simon Elliott
- Michael Enfield
- Alecko Eskandarian

## F
- Robbie Findley
- Joe Franchino
- Sean Franklin
- Robin Fraser
- Rob Friend
- Lance Friesz

## G
- Rafael Garcia
- Josh Gardner
- Dan Gargan
- Bryan Gaul
- Michael Gavin
- Cornell Glen
- Gavin Glinton
- Herculez Gomez
- Guillermo Gonzalez
- Omar Gonzalez
- Alan Gordon
- Ned Grabavoy
- Kelly Gray
- Leonard Griffin

## H
- Josh Hansen
- Ty Harden
- Kevin Harmse
- Kevin Hartman
- Ezra Hendrickson
- Carlos Hermosillo
- Daniel Hernández
- Andreas Herzog
- Chandler Hoffman
- Myung-Bo Hong
- Eduardo Hurtado
- Baggio Husidić

## I
- Zak Ibsen
- Ugo Ihemelu
- Zlatan Ibrahimović
- Stefan Ishizaki

## J
- Bradford Jamieson IV
- Nate Jaqua
- Ante Jazic
- Hector Jiménez
- David Johnson
- Steve Jolley
- Cobi Jones
- Bryan Jordan
- Juninho

## K
- Harut Karapetyan
- Robbie Keane
- Quavas Kirk
- Jovan Kirovski
- Chris Klein
- Kai Koreniuk
- Dema Kovalenko

## L
- Alexi Lalas
- Leonardo
- Joey Leonetti
- Eddie Lewis
- Sebastian Lletget
- Lawrence Lozzano

## M
- Martin Machon
- Ignacio Maganto
- Mike Magee
- Tyrone Marshall
- Yohance Marshall
- Kyle Martino
- Pablo Mastroeni
- Clint Mathis
- Brandon McDonald
- Raúl Mendiola
- Tommy Meyer
- Stefani Miglioranzi
- Alejandro Moreno
- Brian Mullan
- Mike Munoz
- Roy Myers

## N
- Paulo Nagamura
- Naldo
- Joseph Ngwenya

## P
- Kyle Patterson
- Carlos Pavon
- Jaime Penedo
- Brian Perk
- Dan Popik

## Q
- Santino Quaranta
- David Quesada

## R
- Guillermo Ramírez
- Mike Randolph
- Ante Razov
- Matt Reis
- Donovan Ricketts
- James Riley
- Troy Roberts
- Dave Romney
- Brian Rowe
- Charlie Rugg
- Carlos Ruiz
- Ian Russell

## S
- Jorge Salcedo
- Samuel
- Wellington Sánchez
- Tony Sanneh
- Giovani dos Santos
- Marcelo Saragosa
- Marcelo Sarvas
- Josh Saunders
- Israel Sesay
- Chris Sharpe
- Michael Stephens
- Nathan Sturgis
- Ryan Suarez

## T
- Thiago
- Shavar Thomas
- Scot Thompson
- Arturo Torres
- Josh Tudela

## U
- Michael Umaña

## V
- Peter Vagenas
- Julian Valentin
- Jelle Van Damme
- Greg Vanney
- Mika Väyrynen
- Kyle Venter
- Kyle Veris
- Sasha Victorine
- Jose Villarreal
- Sebastien Vorbe

## W
- Craig Waibel
- Josh Wicks
- John Wolyniec

## X
- Abel Xavier

## Y
- Maya Yoshida

## Z
- Gyasi Zardes